# Ishmael Noko
Ishmael Noko (* 29. října 1943) je africký luterský duchovní a v letech 1994–2010 generální tajemník Světové luterské federace.
Roku 2000 se stal čestným občanem Slavkova u Brna.